# W.G. Snuffy Walden
William Garrett Walden, känd som W.G. Snuffy Walden, född 13 februari 1950 i Louisiana, är en amerikansk kompositör, främst inom tv och film. Han har komponerat musiken till bland annat 155 avsnitt av TV-serien Vita huset, Felicity och Ellen.
Walden har vunnit ett flertal priser, bland annat en Emmy Award och ett antal BMI TV Music Awards.

## Filmografi
- 1993–1997 – Roseanne (TV-serie) (98 avsnitt)
- 1994 – Pestens tid (TV-serie) (4 avsnitt)
- 1995–2004 – The Drew Carey Show (TV-serie) (233 avsnitt)
- 1998–2002 – Felicity (TV-serie) (52 avsnitt)
- 1999–2000 – Roswell (TV-serie) (15 avsnitt)
- 1999–2006 – Vita huset (TV-serie) (154 avsnitt)
- 2006–2007 – Studio 60 on the Sunset Strip (TV-serie) (22 avsnitt)
- 2008 – In Plain Sight (TV-serie) (12 avsnitt)
- 2008–2009 – Lipstick Jungle (TV-serie) (20 avsnitt)
- 2013–2018 – Nashville (TV-serie) (62 avsnitt)
- 2017–2024 – SEAL Team (TV-serie) (76 avsnitt)